# Zatoka Tadżura
Zatoka Tadżura (fr. Golfe de Tadjoura, arab. Khalīj Tājūrā’) – zatoka na Oceanie Indyjskim, leżąca na południe od cieśniny Bab al-Mandab i będąca odnogą Zatoki Adeńskiej. Większość wybrzeża znajduje się na terytorium Dżibuti, z wyjątkiem niewielkiego odcinka, który znajduje się na terytorium Somalii (właściwie nieuznawanej Republiki Somalilandu).
Najważniejsze porty położone nad zatoką to: Tadżura, Obock i Dżibuti.